# Finglish
Le Finglish ou Fingliska, est un mot-valise (composé de Finnish et English) introduit dans les années 1920 par Martti Nisonen (fi) (professeur à l'université Finlandia de Hancock, Michigan) pour désigner une langue mélangeant le finnois et l'anglais. Ce terme peut aussi bien désigner la langue parlée par les finno-américains que celle utilisée par des Finlandais.